# Julius Schmidt
Johann Friedrich Julius Schmidt (født 26. oktober 1825 i Eutin, død 20. februar 1884 i Athen) var en tysk astronom.
Schmidt blev 1846 assistent ved observatoriet i Bonn, 1851 direktør for observatoriet i Olmütz og kom 1858 i samme stilling til Athen. Schmidt har hovedsagelig observeret planeter, kometer, foranderlige stjerner, stjernetåger, solpletter osv., publiceret i fagskrifter. Sine studier over månen har han nedlagt i Charte der Gebirge des Mondes, 25 plancher (1878). Hans tegninger 1864—76 af Mælkevejen er udgivne med en introduktion af Anton Pannekoek (Dessins de la voie lactée i "Annalen der Sternwarten zu Leiden", XIV, 1923). Ved siden heraf vandt Schmidt et navn blandt fagmænd ved sine Vulkanstudien (1874), Studien über Erdbeben (1879) og sine Beiträge zur physischen Geographie von Griechenland (1861, 1864 og 1869). Hans astronomiske observationsbøger er deponerede på observatoriet i Potsdam.